# توبیاس وولف
توبیاس وولف (به انگلیسی: Tobias Wolff) نویسنده آمریکایی است. او استاد مسلم خاطره‌نویسی و داستان کوتاه است.

## زندگی
توبیاس وولف سال ۱۹۴۵ در آلاباما به دنیا آمد. اما در واشینگتن بزرگ شد. او مدتی در پالو آلتو، کالیفرنیا در کالیفرنیا به تدریس برنامه‌های داستان‌نویسی و ادبیات پرداخت.
وولف به خاطر مجموعه‌های داستان کوتاه شهرت زیادی دارد. او در کنار ریموند کارور، ریچارد فورد، آن بیتی و دیگر نویسندگان مینی‌مالیست از پیشتازان داستان کوتاه امروز آمریکاست.
او سه بار برنده جایزه اُ- هنری شده و به خاطر مجموعه داستان‌های کوتاه، رمان‌ها و خاطراتش مورد تقدیر قرار گرفته‌است.
وولف در مجامع ادبی، همان‌قدر که به عنوان یک نویسنده مورد احترام است، به عنوان یک استاد ادبیات هم مورد تقدیر و تکریم است. او پس از بنا نهادن انجمن ادبی در دانشگاه استانفورد در خلق آثار ادبی در آن انجمن همت گمارد.
او به مدت هفده سال سرپرستی خلق آثار ادبی در دانشگاه سیراکوز را به عهده گرفت. سال ۱۹۹۷ وولف باز به استانفورد بازگشت.
وولف چند سال از دوره جوانی خود را به عنوان سرباز در جنگ ویتنام گذارند.

## گفتگو با وولف در ایران
مجله ادبی هنری نافه در ویژه‌نامه نوروزی سال ۱۳۹۰ خود گفتگویی با توبیاس وولف منتشر کرد که نویسنده آمریکایی در آن از شرکتش در جنگ ویتنام ابراز پشیمانی کرده بود.
او گفته بود «انتقادهای زیادی علیه تصمیم کشور من برای جنگ در ویتنام بود. اما کشور من واقعاً بی‌شعور بود. کشورم ادعا می‌کرد برای مردم دارد می‌جنگد ولی چه بدبختی‌هایی که ما برای آن مردم نبردیم. حتی ما می‌گفتیم برای خود ویتنامی‌ها این کار را می‌کنیم.»
وولف همچنین گفته بود «من فکر می‌کنم ما خیلی اشتباه کردیم که به ویتنام رفتیم. فکر می‌کنم روشی که ما جنگیدیم اشتباه بود. بدبختی‌های زیادی به بار آورد. شما می‌دانید که بیش از یک میلیون نفر در یک کشور کوچک کشته شد و مایه آبروریزی بود.»

## کتابشناسی
مشهورترین اثر وولف زندگی این پسر (۱۹۸۹) است که داستان دوران کودکی نویسنده در نورث وست است. وولف در این کتاب به بازگویی جدایی پدر و مادرش و شرح حال خانوادهٔ جدیدش می‌پردازد.
این داستان دربرگیرنده خانه‌به‌دوشی‌های او به همراه مادرش در غرب و شمال غرب، بحث و جدال‌های او با ناپدری بددهنش، نزاع‌های گاه‌وبیگاهش با پدر واقعی خود است.
”زندگی این پسر” جایزه کتاب لس‌آنجلس تایمز را در بخش زندگی‌نامه‌نویسی از آن خود کرد. همچنین بر اساس این کتاب فیلم موفقی در سال ۱۹۹۳ با هنرمندی رابرت دنیرو و لئوناردو دی‌کاپریو ساخته شد.
دومین اثر مهم وولف در ارتش فرعون(۱۹۹۴) نام دارد که بر خاطرات و تجربیات نویسنده در جنگ ویتنام استوار است.
رمان دیگر وولف دزد سربازخانه(۱۹۸۴) داستان طنزی دربارهٔ سه چترباز است که از یک انبار مهمات در شمال کارولینا زیر آتش دشمن نگهبانی می‌کنند. آندره دیوباس منتقد آمریکایی دربارهٔ این کتاب گفته‌است «اگر کلمات می‌توانستند روی کاغذ صدا بدهند، شما صدای فریاد مرا می‌شنیدید که همین حالا به شما توصیه می‌کنم این کتاب را بخوانید.»
این رمان سال ۱۹۸۵ جایزه قلم فاکنر را برای وولف به ارمغان آورد.

## آثار وولف به فارسی
- در ارتش فرعون ترجمه منیر شاخساری، نشر چشمه، ۱۳۸۹
- شب مورد نظر، ترجمه منیر شاخساری، نشر چشمه، ۱۳۸۹
- گداها همیشه با ما هستند، ترجمه منیر شاخساری، نشر چشمه، ۱۳۸۹
- انجیل سفید، ترجمه اسدالله امرایی، نشر ثالث، ۱۳۹۰
- مدرسه قدیم، ترجمه منیر شاخساری، نشر چشمه، ۱۳۹۰